# Qazaqstan Kubogy 1997-1998
La Qazaqstan Kubogy 1997-1998 è stata la 6ª edizione della Coppa del Kazakistan. Il torneo è iniziato il 15 giugno 1997 e si è concluso il 10 giugno 1998.

## Primo turno
| Squadra 1                  | Totale      | Squadra 2           | Andata | Ritorno     |
| -------------------------- | ----------- | ------------------- | ------ | ----------- |
| 15 giugno / 21 giugno 1997 |             |                     |        |             |
| Vostok Óskemen             | 0 - 2       | Batır               | 0 - 1  | 0 - 1       |
| Avtomobïlïst               | 2 - 1       | Bolat               | 0 - 1  | 2 - 0 (dts) |
| Astana                     | 4 - 4 (gfc) | Elimaı              | 3 - 0  | 1 - 4       |
| CSKA-Qaýrat                | 6 - 1       | Jiger               | 5 - 0  | 1 - 1       |
| Ūlytau                     | 0 - 5       | Şaxter-Ïspat Qarmet | 0 - 2  | 0 - 3       |
| Qaýsar-Hurricane           | 2 - 0       | Aqtöbe              | 1 - 0  | 1 - 0       |

## Quarti di finale
| Squadra 1                   | Totale | Squadra 2        | Andata | Ritorno |
| --------------------------- | ------ | ---------------- | ------ | ------- |
| 15 giugno / 20 giugno 1997  |        |                  |        |         |
| Taraz                       | 2 - 3  | Ertis            | 2 - 2  | 0 - 1   |
| 15 agosto / 25 agosto 1997  |        |                  |        |         |
| Şaxter-Ïspat Qarmet         | 1 - 7  | Astana           | 1 - 6  | 0 - 1   |
| Batır                       | 1 - 4  | Qaýsar-Hurricane | 0 - 1  | 1 - 3   |
| 8 ottobre / 12 ottobre 1997 |        |                  |        |         |
| Avtomobïlïst                | 2 - 3  | CSKA-Qaýrat      | 1 - 1  | 1 - 2   |

## Semifinale
| Squadra 1                  | Totale | Squadra 2 | Andata | Ritorno |
| -------------------------- | ------ | --------- | ------ | ------- |
| 10 maggio / 23 maggio 1998 |        |           |        |         |
| Qaýsar-Hurricane           | 2 - 1  | Astana    | 1 - 1  | 1 - 0   |
| CSKA-Qaýrat                | 0 - 2  | Ertis     | 0 - 1  | 0 - 1   |

## Finale
| Arbitro: | Şkarïn (Şımkent) |

|                  |           |               |
| Antonov 50’, 92’ | Marcatori | 60’ Esmuratov |